# Арен Робен
Ариен Робен (на нидерландски: Arjen Robben, собственото име се произнася в Нидерландия по-близко до Ариен поради наличие на йотация, а в Англия по-близко до Арджън, (произношение на Робен когато е бил играч на „Челси“) е бивш нидерландски футболист. Роден е на 23 януари 1984 г. в гр. Бедьом, провинция Гронинген, Нидерландия. Той е част и от Нидерландския Национален отбор с когото има участия на Евро 2004, Евро 2008, както и на Световното първенство през 2006 и Световното първенство през 2010. Изявява се в лявата зона на атаката.

## Състезателна кариера
Робен започва да тренира футбол още от ранна възраст с местния клуб В. В. Бедьом, а по-късно се мести в Гронинген. През сезон 1999 – 2000 отбелязва 50 гола в мачове за младежката формация на клуба. На следващата година 18-годишен дебютира за мъжкия отбор в Ередивизие, като отбелязва 2 гола. В края на сезона е обявен за „Играч на годината“. Следващият 2001 – 02 сезон също е успешен, играе в 28 мача и отбелязва 6 гола. След края на сезона преминава в гранда ПСВ Айндховен за € 3,9 милиона.
През първия си сезон за ПСВ Айндховен, Робен изиграва 33 мача и вкарва 12 гола. Заедно с партньора си в атака – Матея Кежман оформят нападателен тандем, головете от който спомагат за спечелване на 17-а титла от нидерландското първенство, а феновете на ПСВ шеговито започват да ги наричат „Батман и Робин“. В следващия сезон ПСВ остава втори след Аякс Амстердам, но игрите на Робен продължават да радват феновете. С тези си изяви нидерландеца логично привлича вниманието на европейските грандове и след края на шампионата заминава в Лондон за срещна с треньора на Манчестър Юнайтед – Сър Алекс Фергюсън. Шотландския специалист предлага оферта от € 7 милиона за привличането на лявото крило. Преговарящият от нидерландска страна мениджър отговоря, че за тази сума англичаните могат да получат само тениска с автограф от състезателя. Почти веднага собственика на Челси – Роман Абрамович предлага € 18 млн. евро (£ 12.1 милиона) и ПСВ приема.
В началото на сезон 2004 – 05 Робен пропуска много мачове поради контузии и записва участие в едва 18 срещи. При завръщането си на терена след лечение печели признанието „Играч на мача“ в срещата с Блекбърн. Вкарва победните попадения в поредните мачове срещу ЦСКА Москва, Евертън, Нюкасъл и през ноември 2004 г., е удостоен с наградата „Играч на месеца“ в Премиер лига. Приключва сезона със седем гола и е един от номинираните за приза АПФ Млад играч на годината, но остава подгласник на Уейн Руни от Манчестър Юн. В следващия сезон 2005 – 06, Робен е неразделна част от отбора и в 28 мача, отбелязва 6 гола. С тези си изяви той допринася отборът му да спечели за втора поредна година шампионата в Английската Висша лига.
С пристигането в отбора на Андрий Шевченко, Михаел Балак и Ашли Коул, Робен все по-рядко намира място в титулярния състав.
На 22 август 2007 г. Арен Робен преминава в отбора на Реал Мадрид, като подписва договор за пет години, а сделката е на стойност € 36,55 млн. евро. (£ 24 милиона). Така влиза в история на „Кралския клуб“, като става петият най-скъп футболист, след трансферите на Зинедин Зидан, Дейвид Бекъм и Роналдо. Прави дебюта си на 18 септември, в първия мач от Шампионската лига от сезона срещу Вердер Бремен.

### Байерн Мюнхен
На 28 август 2009 година Арен Робен преминава в Байерн Мюнхен срещу 25 млн. Робен подписва договор с баварците до 30 юни 2013. Получава номер 10, който за последно е носен от неговия сънародник Рой Макай. Робен прави дебюта си за Байерн още на следащия ден (29 август) при домакинската победа с 3:0 над Волфсбург. Холандецът влиза като резерва на полувремето и отбелязва два гола.
На 9 март 2010 Робен отбелязва много красив и решителен гол срещу Фиорентина (при загубата с 2:3 във втория мач), който класира Байерн на четвъртфинал в ШЛ. На 7 април 2010 Робен отново се превръща в герой за Байерн, вкарвайки гол от воле на Манчестър Юнайтед на Олд Трафорд (при загубата с 2:3), който класира Байерн на полуфинал в ШЛ. След това Робен отбелязва победния гол за 1:0 в първия полуфинален мач срещу Олимпик Лион.
Ариен прави страхотен сезон през 2009 – 2010, когато печели дубъл с Байерн и отбелязва решаващи голове в Шампионската лига, с които класира отбора на финал.
На 25 май 2010 Ариен Робен е избран за Футболист на годината в Германия. Той спечелва с рекордните 72% и става първият холандец, печелил това отличие в Германия.

## Успехи

### Клубни
- ПСВ Айндховен
  - Ередивиси – 2002/03
- Нидерландия
  - Световно първенство: вицешампион (2010)
- Челси
  - Английска Висша лига (2) – 2004/05, 2005/06
  - ФА Къп – 2006/07
  - Купа на футболната лига (2) – 2004/05, 2006/07
  - Къмюнити шийлд – 2005
- Реал Мадрид
  - Примера Дивисион – 2007/08
  - Суперкупа на Испания – 2008
- Байерн Мюнхен
  - Бундеслига: 2009/10, 2012/13, 2013/14, 2014/15, 2015/16, 2016/17, 2017/18, 2018/19
  - Купа на Германия: 2009/10, 2012/13, 2013/14, 2015/16
  - Шампионска лига: 2012/13
  - Суперкупа на Германия: 2010, 2012, 2016, 2017, 2018
  - Суперкупа на Европа: 2013
  - Световно клубно първенство: 2013

### Индивидуални
- „Млад играч на годината“ 2003
- „Купа Йохан Кройф“ – 2002/03
- Футболист на годината в Германия: 2010
- Гол на месеца в Германия: януари 2010, март 2010, април 2010
- Футболист на годината в Холандия: 2014
- 100 гола за Байерн Мюнхен: 2014